# Peralejos de Arriba
Peralejos de Arriba è un comune spagnolo di 64 abitanti situato nella comunità autonoma di Castiglia e León.